# Melestora fuscella
Melestora fuscella är en kackerlacksart som beskrevs av Carl Stål 1858. Melestora fuscella ingår i släktet Melestora och familjen Polyphagidae. Inga underarter finns listade i Catalogue of Life.